# Kvarnbäckens naturreservat
Kvarnbäckens naturreservat är ett naturreservat i Sorsele kommun i Västerbottens län.
Området är naturskyddat sedan 2019 och är 94 hektar stort. Reservatet omfattar Kvarnbäcken med stränder och bäcken i och utlopp i Sör-Svergoträsket och Norr-Svergoträsket. I bäcken finns flodpärlmusslor.